# Hinterhornbach
Hinterhornbach è un comune austriaco di 93 abitanti nel distretto di Reutte, in Tirolo. È stato istituito nel 1833 con la scissione del comune soppresso di Hornbach nei comuni di Hinterhornbach e Vorderhornbach.